# Hugo Daniel Ruiz
Hugo Daniel Ruiz (Sucre, Bolivia; 5 de enero de 1937) es un etnógrafo, artista plástico, especialista en conservación de bienes culturales y ceramista. Es reconocido por impulsar la creación del Museo Nacional de Etnografía y Folklore de Bolivia.

## Biografía
Hugo Daniel Ruiz nació el 5 de enero de 1937 en la ciudad de Sucre. Sus primeros estudios fueron realizados en el colegio Adolfo Siles de Sucre y los estudios secundarios fueron realizados en el Colegio Manuel Ascencio Padilla de Sucre.

## Trayectoria
Antes de que el Museo Nacional de Etnografía y Folklore llevara ese nombre se denominaba Museo Nacional de Arte Popular y Artesanías del cual Hugo Ruiz fue subdirector el año 1968 y director desde el año 1969.